# Aletris pedicellata
Aletris pedicellata là một loài thực vật có hoa trong họ Nartheciaceae. Loài này được F.T.Wang & Tang mô tả khoa học đầu tiên năm 1943.